# Umburanas
Umburanas est une municipalité brésilienne de l'État de Bahia et la microrégion de Senhor do Bonfim.